# Huštýn
Huštýn är ett berg i Tjeckien.   Det ligger i regionen Zlín, i den östra delen av landet, 270 km öster om huvudstaden Prag. Toppen på Huštýn är 746 meter över havet, eller 207 meter över den omgivande terrängen. Bredden vid basen är 4,7 km.
Terrängen runt Huštýn är huvudsakligen lite kuperad.Runt Huštýn är det tätbefolkat, med 369 invånare per kvadratkilometer. Närmaste större samhälle är Valašské Meziříčí, 8,7 km sydväst om Huštýn. I omgivningarna runt Huštýn växer i huvudsak blandskog.